# NGC 4290
NGC 4290 é uma galáxia espiral barrada (SBab) localizada na direcção da constelação de Ursa Major. Possui uma declinação de +58° 05' 33" e uma ascensão recta de 12 horas, 20 minutos e 47,5 segundos.
A galáxia NGC 4290 foi descoberta em 17 de Abril de 1789 por William Herschel.